# Mateo Crawley-Boevey
Mateo Crawley-Boevey SS.CC. (* 18. November 1875 in Arequipa, Peru; † 4. Mai 1960 in Valparaíso, Chile), genannt Padre Mateo, war römisch-katholischer Priester und Mitglied der Kongregation von den Heiligsten Herzen Jesu und Mariens (Picpus-Gesellschaft, Arnsteiner Patres) und Apostel der Herz-Jesu-Thronerhebung.

## Leben
Der Sohn eines englischen Adligen und Konvertiten und einer Peruanerin verspürte früh eine Priesterberufung und trat mit 15 Jahren als Novize in die Kongregation von den Heiligsten Herzen Jesu und Mariens ein. Am 2. Februar 1891 erhielt er den Habit und den Namen Frater Joseph-Stanislaus. Dieser wurde später in den Namen Frater Matthias umgewandelt, doch er wurde stets Padre Mateo, die spanische Form von Matthäus, genannt. Dieser Vorname wurde auch von seinen Biographen verwendet. Am 2. April 1897 empfing er die Diakonatsweihe und predigte fortan über die Herz-Jesu-Verehrung. Am 17. Dezember empfing er die Priesterweihe. Im Jahr 1903 war er einer der Gründer einer Jura-Fakultät in Valparaiso, die später Teil der Päpstlichen Universität dieser Stadt wurde. 
Im Jahr 1907, nach einer Wallfahrt zum Herz-Jesu Heiligtum Paray-le-Monial, entschloss er sich, ein Herz-Jesu-Apostolat für die Familien einzurichten. Hierfür erhielt er den ausdrücklichen Auftrag von Papst Pius X. Dieses Apostolat bestand im Wesentlichen aus einer Inthronisation des Herzen Jesu in den Familienhäusern, d. h., ein Herz-Jesu-Bild sollte einen hervorgehobenen Platz zur Verehrung (ähnlich einem Herrgottswinkel) erhalten und diese Verehrung sollte von allen Familienmitgliedern ausgeübt werden. Die religiöse Bedeutung war, dass Jesus die Mitte der Familie bilden, sozusagen in ihr „herrschen“ sollte. Ein ähnliches Anliegen hat das Christkönigsfest. Den Auftrag zur Thronerhebung des Herzens Jesu fand Mateo in den Visionen von Marguerite-Marie Alacoque.
Für dieses Apostolat richtete P. Mateo Sekretariate ein, die Broschüren, Flugblätter und Bilder druckten. Das Presseorgan hieß El Primer Viernes (Der erste Freitag). Neuartig war die aktive Teilnahme von Laien, meistens junge Frauen. Nach drei Jahren waren schon 120.000 Inthronisationen durchgeführt worden. Bald dehnte sich dieses Apostolat auf weitere Länder Südamerikas aus und schließlich nach Europa, Nordamerika und Asien. Von 1908 bis 1914 bereiste P. Mateo zu diesem Zweck Südamerika, dann Europa und von 1935 bis 1940 Asien, wo er Volksmissionen und Priesterexerzitien abhielt. Von Oktober 1940 bis 1946 wirkte er in den Vereinigten Staaten und in Kanada. Im Jahr 1932, 25 Jahre nach Beginn dieses Apostolates, schätzte man die Anzahl von Familien, die das Herz Jesu inthronisiert hatten, auf Dutzende von Millionen. Das 50-jährige Jubiläum im Jahr 1957 wurde mit einem von Papst Pius XII. gewährten ununterbrochenes Triduums von Heiligen Messen (insgesamt 160) in Paray le Monial gefeiert. 
Sein Apostolat wurde ausdrücklich von den Päpsten Benedikt XV., Pius XI. und Pius XII. unterstützt und empfohlen. Papst Paul VI. nannte P. Mateo den „modernen Apostel des Herzens Jesu“. 
Mateos Gesundheit wurde ab dem Jahr 1947 zunehmend schlechter, so dass er immer weniger aktiv sein konnte. Sehr krank kehrte er schließlich im Jahr 1956 nach Valparaíso zurück und verstarb am 4. Mai 1960. Seine Grabstätte ist in der dortigen Kirche der Kongregation.

## Werke (Auswahl)
- Feierliche Weihe (1908)
- Heilige Stunde (1930)
- Für Christus, den König! Zeitgemäße Worte an die weibliche Jugend (1931)
- Das heilige Messopfer (1951)
- Ein Wort über den Beruf der Ordensleute (1961)